# The 'Teddy' Bears
Pour les articles homonymes, voir Teddy bear.
Pour plus de détails, voir Fiche technique et Distribution.
The 'Teddy' Bears est un film américain réalisé par Wallace McCutcheon et Edwin S. Porter, sorti en 1907.

## Synopsis
Une famille ours, père, mère et fils, étrangement civilisée, vit dans une maison perdue aux fonds des bois. C’est l’hiver. La famille entreprend une promenade de santé avant de savourer le petit déjeuner prêt sur la table.
Une fillette découvre la maison vide, assiste par un trou percé dans une porte à un ballet d’oursons en peluche, boit avec ravissement dans le plus petit bol après avoir dédaigné le contenu des deux autres, puis va dans la chambre où elle choisit pour faire une sieste le petit lit, plus confortable que les autres.
La famille ours rentre, le fils pleurniche en constatant que son bol est vide. Dans la chambre, il voit que son lit est occupé. La fillette se sauve en sautant par la fenêtre. Poursuivie par la famille ours, elle rencontre un chasseur qui abat le père et la mère. La fillette l’empêche de tuer le fils ours. Accompagnée du chasseur qui a passé une corde autour du jeune animal, elle revient à la maison où ils récupèrent à trois tous les ours en peluche.

## Fiche technique
- Titre original : The 'Teddy' Bears
- Réalisation : Wallace McCutcheon et Edwin S. Porter
- Production : Edison Manufacturing Company
- Pays :  États-Unis
- Format : 35 mm, noir et blanc, muet
- Durée : 13 minutes
- Date de sortie : 1907

## Analyse
Le film est basé sur un conte traditionnel oral, attribué dans sa version écrite aux frères Grimm, Boucle d’or et les Trois Ours, et sur un épisode réel de la vie de Théodore Roosevelt, qui devint le 26e président des États-Unis de 1901 à 1909. Surnommé familièrement  'Teddy', le président abattit en 1902 une famille ours mais choisit de garder en vie leur rejeton, d’où le titre The 'Teddy' Bears (Les ours de Teddy). La présence de 'Teddy' au moment de la mort des deux parents ours rend acceptable cet exploit sanglant au cœur d’un conte pour les enfants.